# Drymoptila temenitis
Drymoptila temenitis är en fjärilsart som beskrevs av Guest 1887. Drymoptila temenitis ingår i släktet Drymoptila och familjen mätare. Inga underarter finns listade i Catalogue of Life.